# 1993 VL3
1993 VL3 är en asteroid i huvudbältet som upptäcktes den 11 november 1993 av de båda japanska astronomerna Seiji Ueda och Hiroshi Kaneda i Kushiro.
Asteroiden har en diameter på ungefär 7 kilometer och den tillhör asteroidgruppen Koronis.